# Сига (присілок)
Си́га (рос. Сыга) — присілок у складі Юкаменського району Удмуртії, Росія.
Населення — 28 осіб (2010; 32 в 2002).
Національний склад (2002):
- удмурти — 75 %